# パナソニック プラズマディスプレイ
パナソニックプラズマディスプレイ株式会社（英: Panasonic Plasma Display Co., Ltd.、PPD）は、プラズマディスプレイやそのモジュール、プラズマテレビなどの製造を行っていた電気機器メーカーである。大阪府茨木市に本社を構えていた。

## 概要
パナソニック（旧・松下電器産業）が75%、東レが25%を出資する形で2000年10月に設立された合弁会社。2009年第3四半期にはプラズマパネルの世界市場シェアで世界1位であった。しかし、コスト面で優れる液晶テレビの高画質化、画質面や消費電力面でプラズマテレビより優れる有機ELテレビの大画面化・低価格化、そして4K・8Kディスプレイ時代を迎えるにあたってプラズマテレビの高繊細化への対応の難しさにより、プラズマテレビの事業環境が悪化し、最終的にはパナソニックもプラズマテレビから撤退、工場閉鎖につながった。大阪府茨木市、大阪府高槻市、兵庫県尼崎市に工場を有していた。なおVIERA（同社のプラズマテレビ製品）の取扱説明書には部門名「映像・ディスプレイディバイス事業グループ」、住所「大阪府門真市（〒571-8504）」と表記されていた。
- 茨木工場 - 大阪府茨木市の本社横（元々松下電器のテレビ事業部があった）
  - 第1工場（松下電器テレビ事業部時代の1958年から2012年3月まで稼動。月産3万台）
  - 第2工場（2004年4月から2012年3月まで稼動。月産12万台）
- 高槻工場
- 尼崎工場 - 兵庫県尼崎市末広町（関西電力尼崎第二・尼崎第三発電所跡地など）
  - 第3工場（2005年9月から2012年3月まで稼動。月産25万台）
  - 第4工場（2007年6月から2014年3月まで稼働。月産50万台）
  - 第5工場（2009年11月から2011年10月まで稼働。（2007年11月着工）月産100万台）- PDP工場としては世界最大で、第4工場に比べて約2倍の年間1200万台規模（42インチ換算）の生産体制であった。

プラズマディスプレイのシェアは撤退寸前まで国内・国外ともに1位を誇っていたが、日本国外では韓国メーカーと激しくシェアを争っていた。
2005年第4四半期に、世界でシェア28%を占め1位だったものの、2006年第1四半期では、LG電子に抜かれ世界2位に転落した。しかし、設備投資・増産が軌道に乗った2006年第4四半期にシェアを大きく伸ばし (40.1%) 世界1位を奪還、2位以下を大きく引き離した。それ以降の2009年第3四半期でも47.6%で1位を維持しており、2位のサムスンSDI、3位のLG電子を大きく引き離していた。2009年11月に第5工場の本格稼動で現在の2倍の130万枚体制になることが計画されていたが、早くも2011年10月には尼崎第5工場を生産休止、2012年3月には茨木第1・第2工場と尼崎第3工場を生産休止、2014年3月末には最後まで稼働していた尼崎第4工場も生産停止となった。売り上げの約6割はパナソニックショップ（パナソニックの系列店）経由であった。
- 2005年2月に日立製作所との間で関係強化で合意、2007年5月には103V型/85V型プラズマパネルの相互供給など更なる協力強化で合意。
- 2006年5月30日付で（社）鉄道貨物協会よりエコレールマーク交付。遠隔地への製品輸送は鉄道コンテナを使用していた。
- 2008年10月1日付で親会社の社名変更に合わせ「松下プラズマディスプレイ」より現社名に変更した。
- 2016年11月1日付で大阪地方裁判所に会社の解散に伴う特別清算開始を申し立てた[4]。

## 経営危機問題
2010〜2011年度のプラズマテレビの売り上げが芳しくなく、また在庫も30万台以上抱えてしまったため、2011年に発表された事業構造改革では、生産を第4工場の1箇所に集約することになった。この結果、42型換算で年間1380万台あった生産能力は720万台と半減することになる。
2014年3月までにプラズマテレビの生産を終了し、在庫を販売した後はプラズマ事業から完全に撤退する方針となった。これに伴い正社員250人を退職させる事になる。
2012年4月以降、茨木工場はパナソニック液晶ディスプレイ茨木工場となっていたが、2014年に工場敷地約12万平方メートルの売却が決定、約半分以上の7万平方メートルを大和ハウス工業が取得し、ヤマト運輸への賃貸が発表された。その後に茨木工場の建物は全て取り壊され、跡地には関西ゲートウェイを建設することが決定された。
尼崎の第5工場は2015年10月末にセンターポイント・ディベロップメントが組成する特定目的会社に譲渡し、物流施設「HUB AMAGASAKI（現ロジポート尼崎）」に改修された。また、第3工場、第4工場は2017年3月15日にESRが組成するRW尼崎特定目的会社に譲渡し、先進的物流施設のESR尼崎ディストリビューションセンターが建設された。

## 偽装請負問題
2005年5月26日、同社の茨木工場（同社社員約730人、請負労働者700〜800人）で働いていた請負先社員の男性が、大阪労働局に対し、偽装請負が行われていることを告発した。同年7月4日、大阪労働局は違法状態を認定し、同社に是正指導を行った。これを受けて同社は、700〜800人の請負労働者全員を派遣契約に切り替えたが、翌06年の5月にすぐに請負に戻し、法の網をくぐるため、資本関係のない請負先企業に同社の社員を200人規模で出向させるという、異例の対応を行った。これに対し大阪労働局が、同年8月9日、茨城工場へ立ち入り調査に入った。問題が表面化した後同社は、翌07年5月までに出向させた社員全員を引き揚げる方針を明らかにした。
また告発を受けた後、同社はいったん男性を有期で直接雇用したものの、他の従業員から隔離した部屋で必要性の低い作業を行わせるなどの嫌がらせを行い、雇用開始から5ヶ月後の2006年1月に雇い止めた。男性はその後裁判所に提訴し、2008年4月25日に大阪高等裁判所で勝利判決を受けている。同社はこの判決内容を不服として最高裁判所に上告した。
なお、2009年12月18日の最高裁判決においては、この二審判決が破棄され、原告側逆転敗訴の判決が言い渡されている。原告と派遣元との契約が有効であることから、同社には直接的な雇用義務や賃金の決定はないものとし、たとえその形態が偽装請負であったとしても、同社と原告との間に雇用契約の成立があったとは認められないとしている。ただし、原告の告発後に同社と原告との間で直接雇用契約が成立していることから、この期間に発生した不良品の修復作業や雇い止めについては同社による報復行為であるとして、同社に慰謝料90万円の賠償命令が下された。